# Marquesado de Rebalso
El marquesado de Rebalso es un título nobiliario español creado por el rey Alfonso XIII en favor de Luis Martí y Olivares, director general de seguridad, el 31 de octubre de 1921 por real decreto y el 29 de diciembre del mismo año por real despacho.
Su denominación hace referencia a la pedanía de El Rebalso, perteneciente al municipio de Hondón de las Nieves, en la provincia de Alicante.

## Marqueses de Rebalso
|                           | Titular                   | Periodo                   |
| Creación por Alfonso XIII | Creación por Alfonso XIII | Creación por Alfonso XIII |
| ------------------------- | ------------------------- | ------------------------- |
| I                         | Luis Martí y Olivares     | 1921-¿?                   |
| Único titular conocido    |                           |                           |

## Historia de los marqueses de Rebalso
- Luis Martí y Olivares, I marqués de Rebalso.

Casó con Lydia Ferrer y Capella.
El 4 de septiembre de 2013, María Antonia Martí Giménez, hija de Luis Martí y Olivares, solicitó la rehabilitación del título.